# Рахимов, Стахан Мамаджанович
Стаха́н Мамаджа́нович Рахи́мов (17 декабря 1937, Андижан — 12 марта 2021, Москва) — советский и российский эстрадный певец (тенор), народный артист РФ (2002).

## Биография

### Ранние годы
Стахан Рахимов родился 17 декабря 1937 года в Андижане. По национальности — узбек. Его мать, в будущем известная певица, народная артистка Узбекской ССР Шаходат Рахимова (1919—1979) происходила из богатой семьи. Однако, когда пришло время выходить замуж, она сбежала в театр, о котором мечтала всю жизнь.
Первые публичные выступления Стахана Рахимова начались, когда ему было всего три года. Няня заметила, что мальчик всё время что-то напевает: то материнские узбекские мелодии, то нянькины русские, то какие-то свои, и стала брать его с собой в магазины, на рынок, в парикмахерскую. Ребёнок «выступал», получал награды и первые заслуженные аплодисменты. А в пять лет Стахан вышел на настоящую сцену. Его мать была тогда солисткой Ташкентского музыкального театра драмы, где играла все заглавные роли. Мальчик в полном смысле слова рос за кулисами, а когда в одном из спектаклей героиню «убивали», он с воплем «мама!» бросился на сцену. Успех его в этот вечер был огромным. Когда Шаходат послали в московскую консерваторию на повышение квалификации, она взяла Стахана с собой. Здесь он окончил школу и стал студентом Московского энергетического института.

### Дуэт
В 1960 году, участвуя в финале конкурса вузовской самодеятельности, Стахан встретил свою любовь — Аллу Иошпе. У обоих актёров на тот момент уже были семьи (у Стахана — жена Наталья и дочь Лола, у Аллы — муж Роберт Владимирович Чумак (1927—1984), актёр, старший брат Аллана Чумака и дочь Татьяна), однако они сразу поняли:
Мы не можем не петь вместе. Мы не можем не жить вместе. Это исключено…!
В 1963 году пара дуэтом вышла на профессиональную эстрадную сцену, где им неизменно способствовал успех.
Эти имена знала вся страна, их концерты проходили не только в Советском Союзе, но и в зарубежных странах, без легендарного дуэта не обходился ни один кремлёвский концерт.

### Запреты
В 1970-х годах внезапно ухудшилось здоровье Аллы Яковлевны, сделанные операции не помогали. А в Министерстве здравоохранения им отказали в поездке за границу для оказания медицинской помощи, и тогда в 1979 году пара решилась подать документы на выезд в Израиль.

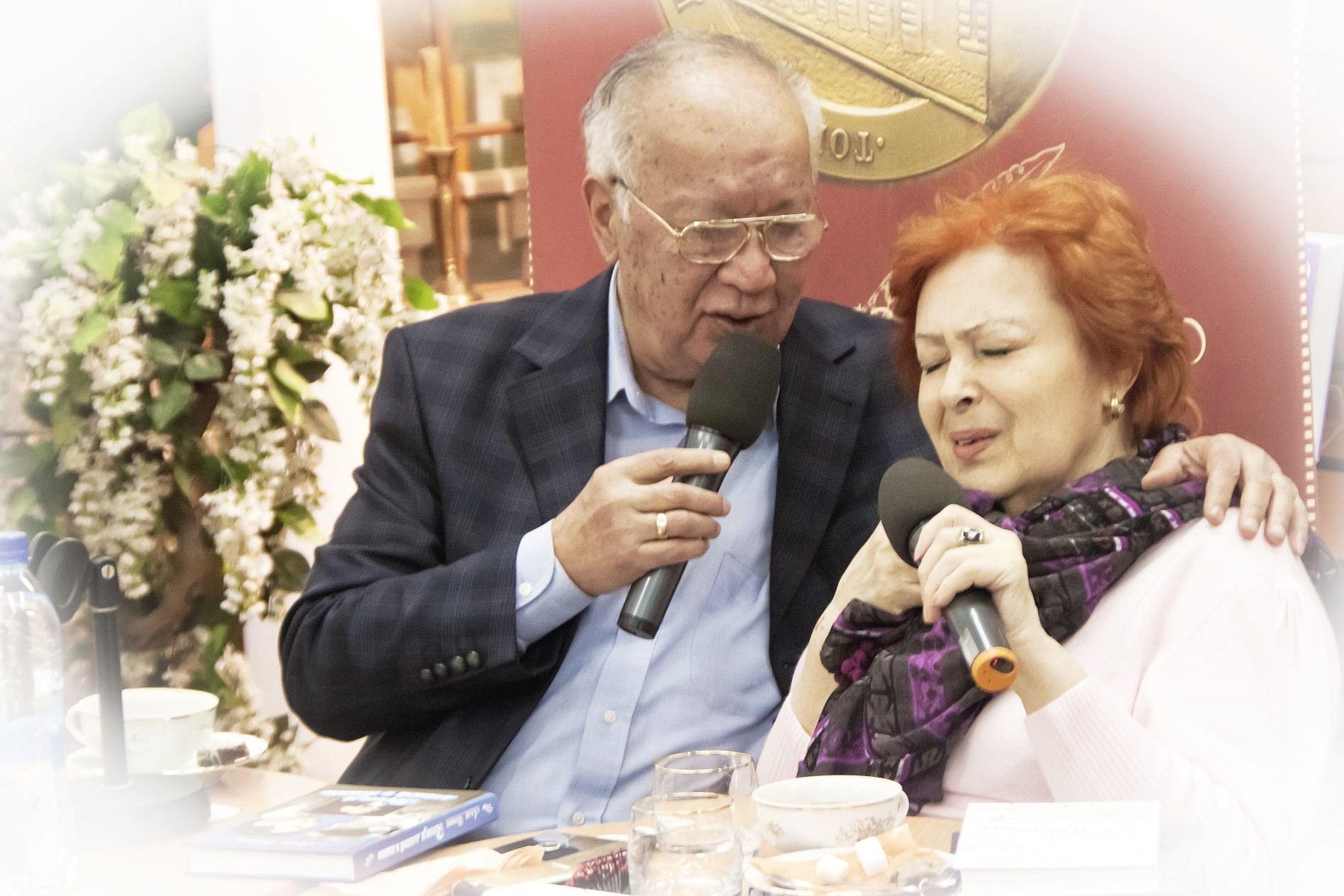
Поют Стахан Рахимов и Алла Иошпе

Реакция властей последовала незамедлительно: Аллу и Стахана не только не выпустили из страны, но и запретили выступать на сцене. Все их записи на радио и телевидении были размагничены. Последующее десятилетие Рахимов и Иошпе провели практически под домашним арестом. Им угрожали, постоянно вызывали на Лубянку, исключили из института их дочь. В один из дней Алла и Стахан написали сто писем во все столичные издания: «Мы не уехали, мы живы, мы здесь. Нам не дают работать…». Часто по телефонам-автоматам актёрам звонили незнакомые люди и говорили: «Ребята, мы с вами, держитесь!». А знакомые — приходили в гости, приносили угощения: торты, конфеты, салаты, и, конечно, просили спеть.
И вскоре по Москве распространились слухи: Иошпе и Рахимов устраивают домашние концерты. Действительно, каждую субботу в их доме стали собираться люди. Свой «домашний театр» они назвали «Музыка в отказе».

### Снятие запретов
В конце 1980-х годов занавес молчания стал приоткрываться. Алле и Стахану разрешили петь в маленьких райцентрах, а потом и на главных эстрадах страны.
В дальнейшем Аллу Иошпе и Стахана Рахимова можно было увидеть на телевидении и радио, на концертных площадках России и зарубежья. Много гастролировали за рубежом - Австрия, Новая Зеландия, Мадагаскар, Европа, США.
Активно сотрудничали с радио «Надежда» (вели рубрику «Дороги артистов»). Занимались педагогической работой, создав свой фонд за развитие культуры «Аист» (Алла и Стахан).

### Признание
С 1989-? года директор Москонцерта .
В 1999 году состоялся большой концерт Аллы Иошпе и Стахана Рахимова в Москве в ГЦКЗ «России» посвящённый 35-летию творческого дуэта.
В 2002 году А. Я. Иошпе и С. М. Рахимов стали Народными артистами России.
В 2004 году в Москве в ГЦКЗ «Россия» состоялся концерт «Песня длиной в жизнь», посвящённый 40-летию творческого дуэта. Запись концерта была показана по телеканалу ТВ-Центр.
В 2005 году состоялся сольный концерт Аллы Иошпе и Стахана Рахимова в Москве в Театре Эстрады.
В 2006 году Алла Иошпе и Стахан Рахимов были гостями программы «Рождённые в СССР» на телеканале Ностальгия.
В 2008 году один из выпусков авторской программы Олега Нестерова «По волне моей памяти» (Канал «Время» — Первый канал. Всемирная сеть) был посвящён Алле Иошпе и Стахану Рахимову.
В 2012 году Алла Иошпе и Стахан Рахимов были гостями программы «Рождённые в СССР» на телеканале Ностальгия.
В субботу 17 октября 2020 года программа «На дачу!» с Наташей Барбье побывала на даче у Аллы Иошпе и Стахана Рахимова.
В 2021 году Алла Иошпе и Стахан Рахимов приняли участие в документальном фильме «Сергей Лапин. Влюблённый деспот» (2021, «ТВ Центр»).

### Смерть
Стахан Рахимов скончался на 84-м году жизни 12 марта 2021 года в Москве, на полтора месяца пережив свою супругу Аллу Иошпе (13.06.1937 — 30.01.2021). Причиной смерти стали проблемы с почками и сердцем. Церемония прощания с певцом прошла 16 марта в Центральной клинической больнице. Похоронен на Востряковском кладбище.

## Звания и награды
- Заслуженный артист Российской Федерации (1995)[12].
- Народный артист Российской Федерации (2002)[1].
- Орден Дружбы (2008)[13].
- Орден «Дружба» (2010, Узбекистан)[14].